# Karim Popal
Karim Popal (* 1957) ist ein aus Afghanistan stammender Rechtsanwalt in Bremen. Er wurde bekannt, weil er die Opfer des von der Bundeswehr befohlenen Luftangriffs von Kundus vertritt.

## Arbeit
Karim Popal stammt aus Afghanistan und flüchtete 1976 als 19-Jähriger nach Deutschland. Er spricht die afghanischen Sprachen Persisch und Paschtu fließend. Nach seinem Studium der Rechtswissenschaften in Bremen wurde er 1992 als Rechtsanwalt zugelassen. Er spezialisierte sich auf internationales Familienrecht, internationales Zivilrecht und Ausländerrecht. Popal arbeitet beim Aufbau der Justiz in Afghanistan nach der Vertreibung der Taliban mit. Er unterrichtete Staatsanwälte, Richter und Anwälte dort.
Popal ist Mitglied in der Arbeitsgemeinschaft Aufenthaltsrecht des Bremischen Anwaltsvereins, Mitglied im Deutschen Anwaltverein und Justitiar mehrerer ausländischer Vereine in Deutschland (u. a. der Dachorganisation Schura Bremen und des Muslimrats).

## Kundus-Prozess
Am 4. September 2009 veranlasste der deutsche Oberst Georg Klein einen Luftangriff auf zwei in der Nähe von Kundus von den Taliban entführte Tanklastwagen. Karim Popal machte es sich zur Aufgabe, die Hintergründe des Vorfalls zu recherchieren und die zivilen Opfer zu vertreten. Er gab am 27. November 2009 an, er habe im Laufe von zwei Reisen in die Gegend des Luftangriffs 179 zivile Opfer festgestellt, darunter 134 Tote. Zusammen mit weiteren Anwälten forderte er unter Hinweis auf ihm gegebene Mandate Schadensersatz von der Bundesregierung. Das Verteidigungsministerium bestätigte, es wolle den zivilen Opfern bzw. deren Hinterbliebenen „schnelle“ und „unbürokratische“ Hilfe gewähren.
An dem Mandat von Popal übte Verteidigungsminister Karl-Theodor zu Guttenberg im April 2010 Kritik. Nach wochenlangem Streit hatte der Verteidigungsminister die Entschädigungsverhandlungen mit Popal abgebrochen. Die von Anwalt Karim Popal vorgeschlagene Verwendung der Entschädigung in Höhe von mehreren Millionen Euro für Projekte in der Region Char Darah bei Kundus lehnte der Verteidigungsminister ab. Die Entschädigungsverhandlungen sollten daraufhin vom Auswärtigen Amt und vom Entwicklungsministerium direkt mit den Stammesältesten vor Ort geführt werden.
Popal hatte laut Verteidigungsministerium bis zu diesem Zeitpunkt angegeben, er vertrete 80 Angehörige von Opfern des Bombardements. Laut der Wochenzeitung Die Zeit kam später eine Menschenrechtsorganisation auf das Ministerium zu, die für teilweise dieselben Mandanten sprach.
Popal schlug auch vor, ein Witwen- und Waisenhaus sowie eine Teppichknüpferei in Char Darah mit den Regierungsgeldern bauen zu lassen. Das Verteidigungsministerium gab an, dass solche Großprojekte aber innerhalb kürzester Zeit zum Anschlagsziel für radikalislamische Taliban werden. Daraufhin suchte das Ministerium kleinere Projekte in der Region für eine Förderung.
Nachdem die Bundesregierung den Familien der Opfer bereits 5000 US-Dollar ohne Anerkennung einer Rechtspflicht gewährt hatte, die allerdings nach Angaben von Popal und dem Vorsitzenden der Juristenorganisation IALANA, Otto Jäckel, in vielen Fällen nicht bei den Familien angekommen seien, will Popal mit Unterstützung mehrerer deutscher Anwälte im Rahmen eines zivilrechtlichen Prozesses vor einem deutschen Gericht 33.000 US-Dollar (rund 23.000 Euro) pro Opfer erstreiten.

## Kritik
Karim Popal geriet mit Äußerungen bei einem seiner Afghanistanbesuche in die Kritik. Nach Recherchen des SWR-Magazins Report Mainz hatte er bei Gesprächen in Kundus den internationalen Truppen in Afghanistan willkürliche Tötungen unterstellt. Das TV-Magazin zweifelte an seinen Zahlenangaben zu Opfern und Mandanten. Dorfälteste in Kundus haben sich laut Report Mainz von dem Anwalt distanziert. Popal sagte dazu anschließend in Bremen: „Diese Vorwürfe weise ich absolut zurück.“